# Onda de calor no Paquistão em 2015
Uma forte onda de calor com temperaturas de até 49 °C (120 °F) atingiu o sul do Paquistão em junho de 2015. Causou a morte de cerca de 2.000 pessoas, principalmente na província de Sinde e sua capital, Carachi, que sofreu com falhas na água e energia. A onda de calor também tirou a vida de animais de zoológicos e de inúmeros animais de áreas agrícolas. O evento ocorreu após uma onda de calor separada na vizinha Índia, que matou 2.500 pessoas em maio de 2015.

## Temperaturas registradas
Temperaturas extremas começaram a atingir as áreas do sul do Paquistão em 18 de junho de 2015 e atingiram o pico em 20 de junho:
| Data                | Local          | Temperatura    |
| ------------------- | -------------- | -------------- |
| 20 de junho de 2015 | Carachi        | 45 °C (113 °F) |
| 20 de junho de 2015 | Larkana        | 49 °C (120 °F) |
| 20 de junho de 2015 | Turbat         | 49 °C (120 °F) |
| 20 de junho de 2015 | Sibi           | 49 °C (120 °F) |
| 20 de junho de 2015 | Rahim Yar Khan | 43 °C (109 °F) |
| 20 de junho de 2015 | Dadu           | 44 °C (111 °F) |
| 20 de junho de 2015 | Multã          | 40 °C (104 °F) |
| 20 de junho de 2015 | Nawabshah      | 41 °C (106 °F) |
| 20 de junho de 2015 | Hiderabade     | 42 °C (108 °F) |

Carachi registrou suas temperaturas mais altas desde 1979. Em 24 de junho de 2015, a temperatura e o número de mortos começaram a diminuir; a temperatura máxima em Carachi foi de 37 °C (98,6 °F), e as autoridades relataram 58 mortes em comparação com 300 no dia anterior.

## Medidas de emergência
O primeiro-ministro Nawaz Sharif declarou estado de emergência, ativou esforços militares, e alertou as empresas de fornecimento de energia elétrica que ele não toleraria quedas de energia durante o Ramadã. O governo de Sinde declarou estado de emergência em todos os hospitais governamentais da província, e a Universidade de Carachi adiou suas provas por pelo menos um mês. Um influente clérigo muçulmano no Paquistão decretou uma fátua que se "um médico religioso e qualificado" aconselhar (para segurança de vida), os muçulmanos podem pular ou quebrar o jejum diurno do Ramadã e, então, completar aqueles dias de jejum quando o Ramadã e a emergência já tiverem passado.
No pico da onda de calor de junho de 2015, o número de cadáveres excedeu as capacidades locais de armazenamento ou sepultamento, pois os esforços de emergência se mostraram insuficientes para evitar as enormes perdas de vidas.